# بروس باك
بروس باك (بالإنجليزية: Bruce Buck)‏ هو محامي أمريكي، ولد في مارس 1946 في نيويورك في الولايات المتحدة. يعمل باك رئيسًا لنادي تشيلسي لكرة القدم. مجالات عمله هي عمليات الاندماج والاستحواذ الأوروبية، بالإضافة لتمويل المشاريع وأسواق رأس المال.

## المحاماة
مارس بروس باك المحاماة في أوروبا منذ عام 1983. غادر نيويورك إلى إنجلترا في عام 1983 في «جولة عمل معيارية» مدتها سنتان أو ثلاث سنوات مع شركته القانونية السابقة «وايت آند كيس». بعد خمس سنوات تم البحث عنه من قبل المتخصصين في عمليات الاندماج والشراء من جهة شركة سكادن أربس، وذلك لتطوير الممارسة الأوروبية للشركة منذ البداية، بقي باك في منصبه وهمله منذ ذلك الحين.
بصفته الشريك المسؤول عن مكاتب سكادن الأوروبية، يتضمن عمل باك مجموعة واسعة من المعاملات في منطقة أسواق رأس المال. يمثل باك العملاء الأوروبيين وغير الأوروبيين في مجموعة كاملة من معاملات التمويل عبر الحدود، وفيما يتعلق بعروض الأسهم أو عمليات تمويل الديون ذات العائد المرتفع وغيرها.